# Ida van Leuven
Ida van Leuven (ook Lovaniensis of van Roosendaal, ca. 1211 – 1290) is een 13e-eeuwse katholieke heilige en mystica. Zij was één van de belangrijkste figuren binnen de vrouwenmystiek. Deze religieuze beweging kende haar hoogtepunt in de Lage Landen van de late middeleeuwen.
Men spreekt soms over de drie Ida's die allen omstreeks de 13e eeuw leefden en allen mystica waren:
- Ida van Nijvel
- Ida van Leuven
- Ida van Leeuw

## Leven & verering
Ida van Leuven leefde in de 13e eeuw en was afkomstig uit Leuven. Zij werd geboren omstreeks 1211. Haar vader had een succesvolle wijnhandel in de stad. Toen Ida 18 jaar was, besloot ze om apart te gaan wonen in een armoedig hutje tegen de buitenmuur van haar ouderlijke huis. Haar dagen bestonden uit gebed, boete, vasten en ascese. 
Volgens haar hagiografie ontving zij kort daarna de stigmata. Ze probeerde deze wonden verborgen te houden, maar de pijn was soms zo heftig dat ze deze niet kon verbrogen. Haar ouders en omgeving zouden zich voor haar geschaamd hebben en de spot met haar gedreven hebben. 
Ida van Leuven trad toe tot de cisterciënzerinnen van abdij Roosendaal bij Mechelen. Ze stelde haar leven in het teken van gebed en liefde voor Christus. Als mystica streefde zij eenwording met God na en zou zij een mystiek huwelijk ervaren hebben. Er werd van haar gezegd dat zij zo heilig was dat ze straalde – zodanig dat ze ’s nachts geen lampje nodig had om te kunnen lezen. 
De katholieke feestdag van Ida van Leuven is op 13 april.

## Vasten
Het levensverhaal van Ida van Leuven vertelt dat eten voor haar een groot probleem was. Ze walgde alleen al van het kijken naar of de geur van voedsel. In een ander wonder vermeerderde zich het brood dat Ida niet wilde eten, zodat zij dit onder de zieken en armen kon verdelen.  
Begin 13e eeuw ontstond binnen het christendom een bijzondere vorm van extreem vasten onder vrouwelijke religieuzen. Deze vrouwelijke mystici zagen zelfkastijding en vasten als een manier om dichter bij het goddelijke te komen. Vaak onderbraken zij hun vasten alleen maar om de gewijde hostie te ontvangen. Het was een moment waar zij hevig naar verlangden en bijzondere kracht uit putten.  